# A Victim of Circumstances (film, 1911)
Pour plus de détails, voir Fiche technique et Distribution.
A Victim of Circumstances est un film américain réalisé par Mack Sennett, sorti en 1911.

## Fiche technique
- Titre original : A Victim of Circumstances
- Réalisation : Mack Sennett
- Société de production : Biograph Company
- Pays de production :  États-Unis
- Langue originale : anglais
- Format : noir et blanc - film muet
- Date de sortie :
  - USA : 2 novembre 1911

## Distribution
- Fred Mace
- Dell Henderson
- Mabel Normand